# Hội trường bóng rổ Azadi
Hội trường bóng rổ Azadi là hội trường trong nhà nằm ở Tehran, Iran. Nó là một phần của phức hợp 5 hội trường với Azadi Sport Complex. Ghế ngồi gồm 3.000 người.

## Liên kết
- Page on Azadi Sport Complex Official Website Lưu trữ ngày 9 tháng 2 năm 2008 tại Wayback Machine